# ريان تام
ريان تام (من مواليد 12 أغسطس 1981) هي عالمة وراثة استونية تعمل في جامعة تارتو. ريان تام هي مديرة أكاديمية جامعة تارتو للشباب.

## الحياة المهنية
ولدت تام في تارتو ونشأت في قرية بيري بالقرب من بيلفا. التحقت بمدرسة مينا هارما الثانوية في تارتو بين عامي 1997 و 2000. من 2001 إلى 2005 كانت طالبة في جامعة تارتو تدرس التشخيص الجزيئي، ومن عام 2005 إلى 2007 درست للحصول على درجة الماجستير وحصلت عليها في عام 2007، وبدأت دراسات الدكتوراه.
كانت أطروحة الماجستير -التي أعدت تحت إشراف أندريس ميتسبالو وكيرستي أوسيلين- بعنوان علم الوراثة الدوائي لثيوبورين ميثيل ترانسفيراز البشري(Human thiopurine methyltransferase pharmacogenetics): الارتباط الوراثي - النمط الظاهري وتحليل النمط الفرداني في السكان الإستونيين. في عام 2011 اختيرت كواحدة من 26 عالمًا للسفر في جميع أنحاء إستونيا والمشاركة في الأحداث في المدارس والمؤسسات الأكاديمية.

## المنشورات والمظاهر
قامت تام بالنشر في المجلات العلمية وقدمت بحثَا إلى جمهور أوسع في أماكن أخرى، بما في ذلك جريدة بوست تايمز، وبرنامج راديو كوكو وغيرهم. كانت واحدة من القضاة في مسابقة العلوم الإستونية Rakett69.
قالت تام إن الأطباء محافظون ولا يزال لديهم اهتمام قليل نسبيًا باستخدام المعلومات الوراثية لتحسين العلاج. في مقابلة أجريت في يونيو 2012، قالت إن هناك حاجة إلى مزيد من العمل لرسم البنية الوراثية البشرية. قد تساعد المعلومات الوراثية في تحديد خطر الإصابة بأمراض معينة، وقد تكون مفيدة في تحديد العلاجات الدوائية المناسبة.

## خدمة احترافية
تام هي عضو مجلس إدارة الجمعية الإستونية لعلم الوراثة البشرية والرابطة الإستونية لأمراض الشيخوخة.

## الجوائز
في عام 2012، حصلت على الجائزة الثانية للاتصال الوطني للعلوم الإستونية في فئة «أفضل عالم مشهور، صحفي، معلم في مجال العلوم والتكنولوجيا».